# テレビでフランス語
テレビでフランス語（テレビでフランスご）は、NHK教育テレビジョンで2008年4月2日から2016年9月21日まで放送された、フランス語の語学講座番組である。

## 概要
2008年度にNHK語学講座番組が刷新され、ドイツ語・スペイン語・イタリア語・中国語・ハングル講座とともに、前身の『フランス語会話』から改題された。

## 放送時間
- 本放送：毎週水曜日0:00 - 0:25
- 再放送：翌週木曜日6:00 - 6:25

## 出演者

### 2015年度上期・2016年度上期
今期が最後の放送。
- 講師：姫田麻利子（大東文化大学外国語学部准教授）
- ナビゲーター：渡部豪太[1]
- ネイティブゲスト：オルファ・ベルーマ、ヤシン・アキカ

### 2014年度上期・2015年度下期
- 講師：姫田麻利子
- ナビゲーター：渡部豪太
- ネイティブゲスト：ピエール・サンティヴ、マルゴ・マナン

### 2013年度上期・2014年度下期
- 講師：川竹英克（明治大学教授）
- ナビゲーター：真飛聖（元宝塚歌劇団花組トップスター）
- ネイティブゲスト
  - ニコラ・モロー（番組本編と「ユーロ・キッチン」講師）
  - クリステル・ル・カルヴェ（アンスティチュ・フランセ東京専任講師）
  - スブリーム（Le français en chansons 講師として出演）
  - ヨアン・フールシング（ミニ・スキットを2013年度第3課以降、2014年度第13課以降、それぞれを担当。）
  - キム・ラッテ（ミニ・スキットを担当。2013年度のみ）
  - セレスト・G（ミニ・スキットを担当。第13課以降の出演）
  - ジェニファー・ジュリアン・イイダ（2013年度「ユーロ・キッチン」講師）
- リポーター：アンヌ・リズ

2013年度本放送 - ニコラは第3課から降板して、出演部分は編集された。ミニ・スキットは第3課から第13課までヨアンとキム、第13課からセレスト、「ユーロ・キッチン」は放送3か月目からジェニファー、それぞれが担当した。
2014年度再放送 - ニコラは本編12課まで、「ユーロ・キッチン」に毎月、それぞれ出演した。キムとジェニファーが出演するコーナーはなかった。

### 2012年度上期・2013年度下期
- 講師：川竹英克
- ナビゲーター：村治佳織（ギタリスト）
- ネイティブゲスト
  - クロエ・ヴィアート（パリ出身）
  - ギヨーム・ボ（マルセイユ出身）
  - マルタン・フェノ（トゥールーズ出身）
- リポーター
  - ヴァネッサ・デュブルイユ（パリ）
  - ケイコ・クルディ（マルセイユ）
  - ステファニー・ラッチェック（トゥールーズ）

パリ、マルセイユ、トゥールーズの3都市を紹介し、ネイティヴゲストに各都市の出身者が出演した。

### 2011年度上期・2012年度下期
- 講師
  - 清岡智比古（明治大学理工学部准教授）
  - ジャニック・マーニュ（共立女子大学教授）
- ナビゲーター：黒谷友香（女優）
- ネイティブゲスト
  - メディ・ネカシュ（パリ・ナンテール出身）
  - ミレイ・ダンブロン （アルザス地方コルマール出身）
- リポーター：金沢恵美理（父は日本人、母はフランス人）

### 2010年度上期・2011年度下期
- 講師
  - 國枝孝弘
  - パトリス・ルロワ
- ナビゲーター：知花くらら
- ネイティブゲスト：セリーヌ・アザイス
- リポーター：クレール・シャテニェ

### 2009年度上期・2010年度下期
- 講師
  - 北村亜矢子
  - 桑瀬章二郎（2009年7月・2011年1月）
  - 宮下志朗（2009年8月・2011年2月）
  - 三浦篤（2009年9月・2011年3月）
- 生徒：髭男爵
- ネイティブゲスト
  - クリステル・ル・カルヴェ
  - 三井シリル
  - ロランス・ニコラ（後半3か月）
  - ミゲル・クインタナ（後半3か月）
  - マリー・ピエール・リコー（後半3か月）
  - セドリック・リヴォー（後半3か月）
- 発音の歌：ジェシー・ルーセル

### 2008年度下期
- 講師：（所長） 國枝孝弘（慶應義塾大学准教授）
- アシスタント（研究員役など）
  - パトリス・ルロワ
  - ケティ・ローラン＝ハルネット
  - フレデリック・ヴィエノ
  - メリー・キョウコ・ネゼール（秘書役）

### 2008年度上期・2009年度下期
- 講師：佐藤康、北村亜矢子
- 生徒：沢井美優
- ネイティブゲスト：ヴァンソン・ジリ、ジェシー・ルーセル
- ポムポムの声：佐久間レイ
- マミーイザベルの声：和久田み晴

## ミニコーナー

### 2014年度上期・2015年度上期
- レモンの日本発見：2014年度から、フレンチブルドッグのレモンが日本文化を紹介する。2015年度は、フランス在住のエミリーと家族に加えて、レモンがテレビ番組『レモンが好きなんだって』に出演する。

### 2013年度上期・2014年度下期
- EURO24
- Le français en chansons：フランス語の発音を歌で学ぶコーナー。
- ミニ・スキット：ゲストが範例を示し、真飛が一役を演じる。
- ユーロ比べて見れば（第2週）
- ユーロ・キッチン（第3週）

### 2012年度上期・2013年度下期
- EURO24
- Un mot de plus（もう1言）
- 街歩き雑学
- ユーロ比べて見れば（第4週）

### 2011年度上期・2012年度下期
- EURO24
- ミレイの美しすぎる動詞活用
- ジャニックの言葉の庭（発音コーナー）
- 文化コーナー
  - toc! toc! フランス語ワールド（第1週）
  - インタビュー（第2週）2012年後期の再放送時は新たな採録がある。
  - となりのフランコフォン（第3週）
  - ユーロくらしカル（第4週）

### 2010年度上期・2011年度下期
ナビゲーターの知花はフランス語話者で、司会進行時にフランス語を話して文法解説する。
- EURO24
- フランス小散歩
- 愛から学ぶフランス語初級編：ロロ、パト、リリがコントを繰り広げる。リリに対してロロは連戦連勝、パトは連戦連敗する。
- フランス愛のことば：フランスの作家の作品中にある、愛に関するフレーズを抜き出して説明する。

### 2009年度上期・2010年度下期

#### 前半3か月
テーマは「パリで輝く仕事人」。クリステルとシリルが部屋でテレビを観ている。7つ道具から職業を推察し、次いで働く様子を見て、コミュニケーションの助けとなる表現を取り入れ、単語を入れ替えて練習する。最後に「好きな香り・嫌いなにおい」など5つの質問をする。

#### 後半3か月
テーマは「心に響く言葉」。クリステル、ジェシー、マリー・ピエールが部屋でテレビを観ている。各回ごとのテーマに沿ったスキットを見て、フレーズを Salon de culture 進行役のニコラとミゲルが解説する。後半はニコラ、ミゲルと講師の桑瀬、宮下、三浦らが、文学や過去に著名人が残した言葉を取り上げて解説する。

#### 毎月最終週「Divertissement」
北村が講師、クリステルとシリルが進行役、髭男爵が生徒を務め、ジェニファーはフランス家庭料理、クレモンティーヌ親子はパリスタイルを紹介し、ほかに著名人インタビューや視聴者質問などを紹介する。

#### エンディング「発音の歌」
毎回最後に発音の歌を流す。北村が振付と発音のポイントを紹介してジェシーが歌う。ヴァンソン・ジリが作詞してドミニク・シャニョンが作曲した。

### 2008年度下期
2005年10月から2006年3月の「フランス語会話」の再放送。
生徒役を設けず、コトバを研究するフランス研究所で、國枝先生が所長、パトリス、ケティ、フレデリックの3人を研究員、それぞれに設定した。最初のコーナーで、パトリスが一つの母音と子音を取り上げて発音する。次いで毎回設定したフレーズを元に、パトリスらが3つのシチュエーションを演じるスキットと解説が続く。中級となるスキットコーナー「リュミエール・デュ・ミディ」は月毎にテーマを設けて南仏の様子を紹介し、スキット内の応用表現や文化的背景などを解説する。ミニコーナーとしてパトリスが擬声語を紹介する「オノマトペ」の回があり、最後のコーナーで、フレーズを街の人々へ問い掛けて返答を聴き取る。
文化コーナーは週替わりで、新作「MAINS ET MERVEILLES フランス伝統職人 匠の技」（TV5MONDE制作）、ほかに2005年度「ケティのフランス事情通」（再放送）、映画や音楽関係のインタビュー、などがある。

### 2008年度上期・2009年度下期
- スキット
- マダム北村の発音アトリエ
- ムッシュ佐藤の文法お宝探し
- 美優の女優修行
- 水に流して
- 魅惑の北フランス
- Comedie（毎月最終週）